# Động đất ngoài khơi phía Tây bán đảo Satsuma 2015
Động đất ngoài khơi phía Tây bán đảo Satsuma 2015 (薩摩半島西方沖地震 Satsumahantō Nishikata-oki jishin) là trận động đất xảy ra vào lúc 5:51 (theo giờ Nhật Bản), ngày 14 tháng 11 năm 2015. Trận động đất có cường độ 7.1 độ richter (theo JMA), tâm chấn ở độ sâu 17 km nằm ngoài khơi bờ biển phía Tây Bán đảo Satsuma. Ngay sau khi động đất xảy ra, Cơ quan Khí tượng Nhật Bản đã đưa ra cảnh báo sóng thần cho các khu vực ven biển phía Tây tỉnh Kagoshima, quần đảo Amami và quần đảo Tokara, ước tính chiều cao sóng thần đạt được khoảng 1m.
Đây là trận động đất có kiểu đứt gãy trượt theo phương Tây Bắc – Đông Nam. Hậu quả trận động đất chỉ làm một số tàu thuyền bị thiệt hại nhẹ, không có trường hợp nào tử vong.

## Cường độ địa chấn
| Cường độ | Tỉnh      | Địa điểm                                                                           |
| -------- | --------- | ---------------------------------------------------------------------------------- |
| 4        | Saga      | Shiroishi                                                                          |
| 4        | Kagoshima | Thành phố Kagoshima, Thành phố Minamisatsuma, Yakushima, Thành phố Ichikikushikino |